# Grevillea tenuiloba
Grevillea tenuiloba là một loài thực vật có hoa trong họ Quắn hoa. Loài này được C.A.Gardner miêu tả khoa học đầu tiên năm 1934.